# Lebinthus greensladei
Lebinthus greensladei är en insektsart som beskrevs av Robillard 2010. Lebinthus greensladei ingår i släktet Lebinthus och familjen syrsor. Inga underarter finns listade i Catalogue of Life.